# Катлер (Мен)
Катлер (англ. Cutler) — місто (англ. town) в США, в окрузі Вашингтон штату Мен. Населення — 524 особи (2020).

## Демографія
Згідно з переписом 2010 року, у місті мешкало 507 осіб у 215 домогосподарствах у складі 144 родин. Було 372 помешкання
Расовий склад населення:
| - 96,1 % — білих - 2,4 % — корінних американців - 0,4 % — азіатів |

До двох чи більше рас належало 1,2 %. Частка іспаномовних становила 0,8 % від усіх жителів.
За віковим діапазоном населення розподілялося таким чином: 24,3 % — особи молодші 18 років, 55,4 % — особи у віці 18—64 років, 20,3 % — особи у віці 65 років та старші. Медіана віку мешканця становила 45,2 року. На 100 осіб жіночої статі у місті припадало 123,3 чоловіків;  на 100 жінок у віці від 18 років та старших — 114,5 чоловіків також старших 18 років.
Середній дохід на одне домашнє господарство  становив 63 328 доларів США (медіана — 49 853), а середній дохід на одну сім'ю — 77 359 доларів (медіана — 66 389). Медіана доходів становила 55 795 доларів для чоловіків та 26 563 долари для жінок. За межею бідності перебувало 14,2 % осіб, у тому числі 8,3 % дітей у віці до 18 років та 8,5 % осіб у віці 65 років та старших.
Цивільне працевлаштоване населення становило 220 осіб. Основні галузі зайнятості: сільське господарство, лісництво, риболовля — 29,1 %, освіта, охорона здоров'я та соціальна допомога — 20,9 %, виробництво — 13,2 %, публічна адміністрація — 10,9 %.